# Alexander Stuart
Alexander Stuart FRS FRCP (Aberdeen, 1673– 15 de septiembre de 1742) fue un filósofo natural y médico escocés. Curioso naturalista, trajo especímenes de sus viajes por el mundo y fue un pionero de la medicina moderan en Gran Bretaña. Miembro de la Royal Society y el Royal College of Physicians, ganó numerosos honores en los círculos científicos de la época, incluyendo una Medalla Copley.
Se graduó en el Marischal College (institución que luego devendría en la Universidad de Aberdeen) en 1691, obteniendo su Master of Arts. Tras ello, se convirtió en cirujano de barco, sirviendo en el London de 1701 a 1704 y en el Europe de 1704 a 1707. Durante su periplo, mantuvo un registro de sus operaciones y envió especímenes de nuevas criaturas a Hans Sloane, siendo varios animales así descubiertos publicados en el Philosophical Transactions of the Royal Society.
Tras volver a tierra firme en 1708 comenzó una licenciatura en medicina en la Universidad de Leiden, de donde se graduó el 22 de junio de 1711. Sirvió como doctor en el Ejército Británico brevemente antes de regresar a Inglaterra. De vuelta en su nación, fue elegido Miembro de la Royal Society en 1714, y en 1719 se convirtió en el primer doctor del Hospital de Westminster (trasladado en 1733 a Saint George). En 1728 se convirtió en médico de Carolina de Brunswick[cita requerida] y fue elegido miembro del Royal College of Physicians. Se jubiló en 1736.
En 1738 impartió la Conferencia Croone (Croonian Lecture) de la Royal Society, bajo el título Sobre el movimiento del corazón (On the Motion of the Heart). En 1740 se le concedió la Medalla Copley, máxima distinción de la institución. En 1740 volvió a dar la Conferencia Croone, esta vez titulada Sobre los movimientos peristálticos en los intestinos. Observaciones microscópicas en varias partes de ranas vivas (On the Peristaltic Motion of the Intestines. Microscopial Observations on several parts of live Frogs.).
A pesar de sus ingresos como médico particular, murió fuertemente endeudado el 15 de septiembre de 1742.